# Ловор'є
42°58′ пн. ш. 17°31′ сх. д. / 42.97° пн. ш. 17.52° сх. д.
Ловор'є (хорв. Lovorje) — населений пункт у Хорватії, у Дубровницько-Неретванській жупанії у складі громади Сливно.

## Населення
Населення за даними перепису 2011 року становило 67 осіб.
Динаміка чисельності населення поселення: